# 스테이트 (잡지)
스테이트(영어: State.ie)는 아일랜드의 월간 음악 잡지이자 웹사이트였다. 2008년 4월 출시 후 총 10번의 출간 후 2009년 1월부터는 온라인 전용으로 전환되었다. 이후 2020년 온라인 서비스도 종료됐다.
스테이트는 좋은 성과를 거두었고, 2008년에는 최우수 음악 사이트, 2010년에는 아일랜드 웹 어워드에서 최우수 웹 출판물로 꼽혔다. 본래 잡지의 콘셉트는 구입 비용이 드는 하드 카피를 포함하고 있었으나 6호 이후의 잡지의 콘텐츠를 온라인과 인쇄판 모두 무료로 제공하기로 결정하였다. 2008년 4월호는 R.E.M.의 마이클 스타이프가 표지에 실렸는데, 이는 같은 달에 스타이프를 표지로 삼았던 핫 프레스와 비교를 하게 만들었다. 이는 핫 프레스가 더 지역을 넓혀가는 것에 대한 대안이라고 생각되고 있다. 스테이트는 5.5유로의 가격으로 핫 프레스보다 2유로 더 비쌌다.
스테이트는 로저 울맨이 출판하였고 핫 프레스에서 일하였던 필 우델이 편집장을 맡았다. 이브닝 헤럴드에서 칼럼을 쓰고 아이리시 타임스에서 리뷰어이자 블로거로 활동하는 셔네드 글리슨, 롤링 스톤 작가 카라 매닝, 수상 경력이 있는 블로그 니알 번, 이벤트 가이드 작가인 데이비드 오마호니와 더 스타 작가인 타냐 스위니 등이 있었다. 잡지의 아트 디렉터인 사이먼 로슈는 2008년 12월 아일랜드 정기 간행물 협회에서 올해의 디자이너로 선정되기도 하였다.
2008년 10월부터 2009년 1월까지 스테이트는 아일랜드 주요 도시 주변의 여러 장소에서 무료로, 잡지의 웹사이트에서도 온라인에서 무료로 이용할 수 있게 되었다. 무료로 배포되었던 첫 발행물에는 킹스 오브 리언이 표지를 장식하였다. 2009년 1월 이후에는 웹사이트에서만 이용할 수 있게 됐다.

## 호
| # | 출판일         | 표지            | 세부 사항                                                                                               | 출처   |
| 1 | 2008년 3월 6일 | 마이클 스타이프 | 골드프랩, 지미 케이크, 케이던스 웨폰, 스티프 리틀 핑거스, 쿡스                                          |        |
| 2 | 2008년 4월 3일 | 뮤즈            | 포티스헤드, 제이프, SXSW                                                                                | [ 8 ]  |
| 3 | 2008년 5월 1일 | 제마 헤인스     | 리퍼블릭 오브 루스, 더 내셔널, 믹 재거                                                                  | [ 9 ]  |
| 4 | 2008년 6월 5일 | 이기 팝         | 데미언 뎀프시, 알라니스 모리세트 & 마사 웨인라이트, 팅 팅스                                             | [ 10 ] |
| 5 | 2008년 7월 3일 | 인터폴          | 트리키, 홀드 스테디, 펜델럼, 저스틴 팀버레이크                                                          | [ 11 ] |
| 6 | 2008년 8월 7일 | ABBA            | 일렉트릭 피크닉 2008: 티나리웬, 데이비드 홈스, 오펜하이머, 틴더스틱스, 댓 페트롤 이모션, 보디토닉, 피봇 | [ 12 ] |